# 格蘭特鎮區 (內布拉斯加州卡明縣)
格蘭特鎮區（英語：Grant Township）是位於美國內布拉斯加州卡明縣的一個行政鎮區。

## 地方資料
格蘭特鎮區的面積為93.23平方千米，皆為陸地。根據2020年美國人口普查的數據，當地共有人口113人，而人口密度為每平方千米1.21人。